# Estagodòntids
Els estagodòntids (Stagodontidae) són una família extinta de mamífers metateris que visqueren a Nord-amèrica des del Cretaci superior fins a l'Eocè inferior, fa entre 48,6 i 99,6 milions d'anys. Se n'han trobat restes fòssils al Brasil, el Canadà, els Estats Units i França. Es trobaven entre els mamífers més grossos del Cretaci. Es calcula que devien pesar entre 400 i 2.000 g. Foren el primer grup de metateris a desenvolupar una dentadura adaptada específicament al carnivorisme i la durofàgia, amb les dents molars modificades per tallar millor. Les espècies del gènere Didelphodon haurien tingut una mossegada més forta que la d'una hiena.